# 恆大新能源汽車
中國恒大新能源汽車集團有限公司（英語：CHINA EVERGRANDE NEW ENERGY VEHICLE GROUP LIMITED，港交所：0708、臺證所：910708、OTCBB：EVGRF
）簡稱中國恒大新能源汽車、恒大汽車或恒大新能源汽車，前身为恒大健康，在2015年，由控股公司恆大地產集團有限公司（中國恆大集團前身），以及韩国原辰医疗美容集团，組成「恒大原辰医学美容医院」，而前身為「恒大健康產業集團有限公司」。

## 上市
其股份則透過新傳媒集團有限公司於2015年4月20日上市，業務在中國和全球經營医院、养老院、新能源汽車行業。2015年6月，恒大健康產業旗下新「互聯網+」社區健康管理中心開業。 
2024年2月2日，恒大汽车发布公告，恒大汽车及认购方正研究是否进行拟议交易，涉及建议将结欠中国恒大集团、许家印及鑫鑫的相关贷款转换为新股份的关连交易及特别交易。公司及认购方暂停就拟议交易条款修订进行磋商，但仍正一直研究是否会进行拟议交易，至今尚未达至最终意见。倘公司及认购方决定进行拟议交易，则彼等将研究并重新磋商修订拟议交易的若干主要条款。
2024年5月22日，恒大新能源汽车收到地方行政部门解除协议和退回19亿元人民币的奖励及补贴的要求。
2024年9月5日，恒大汽车盘中突然暂停交易，停牌前股价下跌5.38%。上半年，恒大汽车净亏损202.56亿元。

## 更改业务

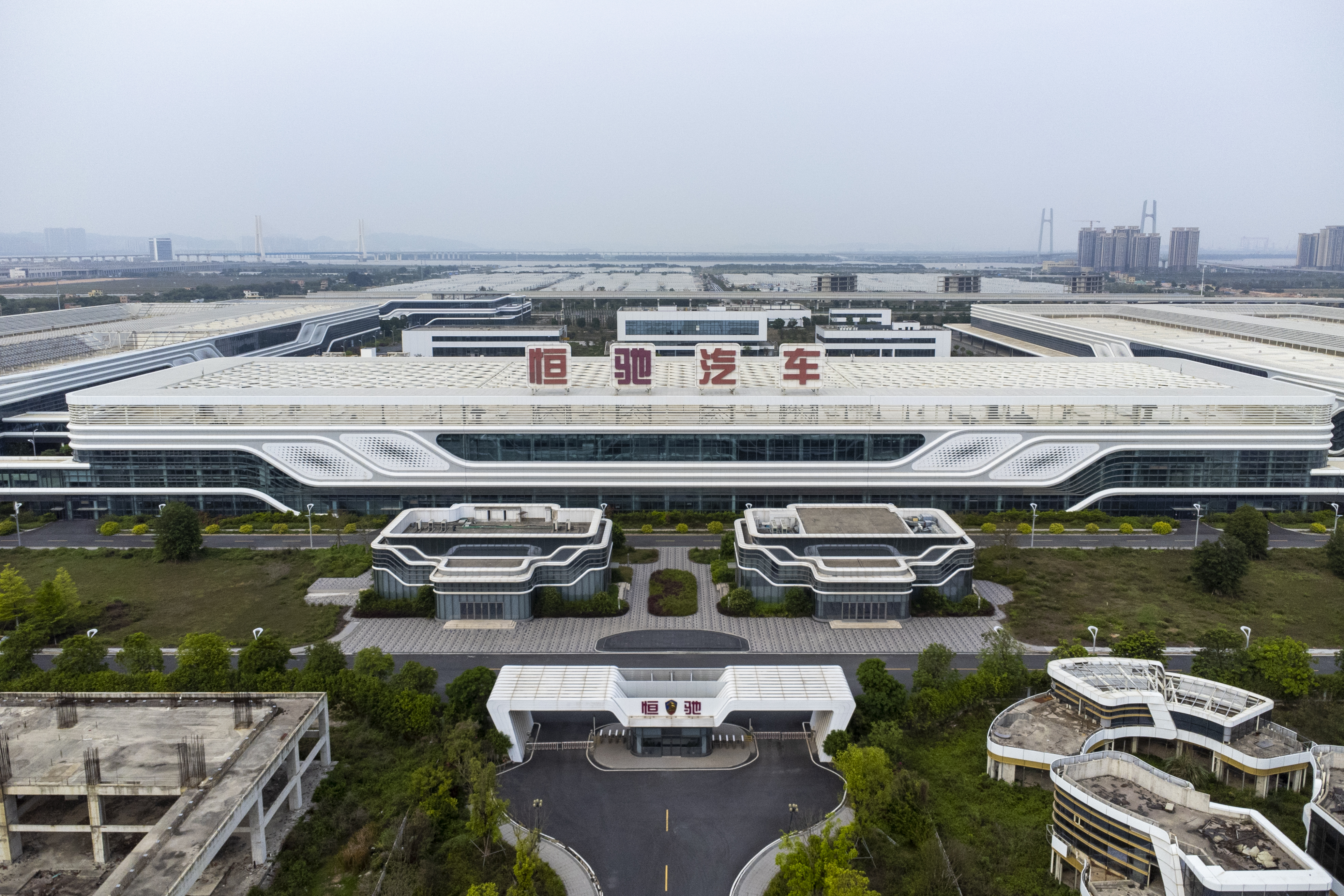
广州南沙的恒大汽车城

2018年6月25日，恒大健康公告称，恒大以67.467亿港元，收购香港时颖公司100%的股份，成为Smart King第一大股东，间接持有法拉第未来45%的股份，成为法拉第未来最大股东。由于经营结构产生变化，恒大健康的股价出现攀升，到8月14日，股价已经从6月25日收盘的4.61港元/股上涨到13.96港元/股，涨幅202.82%，并创历史最高纪录，市值突破千亿港元大关，超过中国恒大（03333）总市值三成多。随后恒大集团成立恒大法拉第未来智能汽车（中国）集团，进行新业务的合作。然而好景不长，10月8日，恒大健康与法拉第未来出现争议，贾跃亭提出解除所有协议。双方经过数次斡旋，12月31日签重组协议，撤销所有诉讼及仲裁。受累于此次投资，恒大健康在2019年3月7日公布的2018年年报预报显示，预计去年净亏损14亿人民币。
2020年8月3日，中午12時發布有關「恒馳」汽車系列資料，并且入股全球最大汽車經銷商廣匯集團，建立销售网络；與國家電網成立合資公司「國網恒大」，提供社區停車庫車位的智慧充電服務。
2020年9月1日，公司宣佈名稱由「恒大健康產業集團有限公司 Evergrande Health Industry Group Limited」更改為「中國恒大新能源汽車集團有限公司 China Evergrande New Energy Vehicle Group Limited」。
2020年9月18日，恒大新能源汽車計劃發行人民幣股份於科創板上市，集資約389億元人民幣。

## 车型
2020年8月3日，恒大发布恒驰首期六款车的概念，恒驰1至恒驰6完全覆盖了A到D级所有级别，轿车、轿跑、SUV、MPV、跨界车等全系列车型，实现产品线全覆盖。预计2021年陆续实现量产。
2021年2月10日，恒驰7（中型轿跑）、恒驰8（中大型车）、恒驰9（中型SUV）三款新车型发布。

## 研究院
恒大汽车全球研究总院位于上海松江区，首期团队规模3000人。研究总院院长为前东风汽车研究院院长方驰。研究总院下设11大专业研究院，包括前瞻技术研究院、整车技术研究院、软件技术研究院、动力研究院、造型研究院、第一车型研发院、第二车型研发院、第三车型研发院、全球电池研究院、日本研究院、瑞典研发中心。

### 电池
拥有核心科研团队800多人的恒大全球电池研究院位于深圳，重点布局锂离子电池、固态电池、电池材料、BMS以及下一代电池技术的前瞻开发及应用，拥有材料合成、电解液研发、固态电解质合成、模组与Pack研发、热管理等40个专业研发及测试实验室，测试点位超过1.5万个，恒大电池技术力争在2021年达到世界领先水平。前韩国SK集团电池研究院院长李浚秀担任该院院长。

## 外部連結
- evergrande.com/Business/Car （页面存档备份，存于）
- health.evergrande.com/ （页面存档备份，存于）
- autoad.evergrande.com （页面存档备份，存于）